# ガール県の郡
ガール県の郡では、フランスのガール県にある郡について解説する。

## 郡の一覧
ガール県には、3つの郡が存在し、3郡の合計で、46の小郡、353のコミューンがある。
- アレス郡（郡庁所在地：アレス）

12の小郡、101のコミューンがある。郡の人口は、1990年には135,735人、1999年には133,761人で、1.45％減少している。
- ニーム郡（県庁所在地：ニーム）

24の小郡、177のコミューンがある。郡の人口は、1990年には419,077人、1999年には457,769人で、9.23％増加している。
- ル・ヴィガン郡（郡庁所在地：ル・ヴィガン）

10の小郡、75のコミューンがある。郡の人口は、1990年には30,237人、1999年には31,595人で、4.49％増加している。